# Somebody's Out There
«Somebody's Out There» (en español: «Hay alguien por allí») es una canción escrita por Rik Emmett, Gil Moore y Mike Levine, miembros del trío canadiense de hard rock Triumph.  Se numeró originalmente como la segunda melodía del álbum de estudio The Sport of Kings, publicado en 1986 por MCA Records.

## Publicación y recibimiento
En 1986, «Somebody's Out There» se lanzó como el primer sencillo de The Sport of Kings y fue producido por Mike Clint y Thom Trumbo.   Como tema secundario fue elegido «What Rules My Heart» (traducido del inglés: «Que rige en mi corazón»), compuesto también por Triumph.
Tuvieron que pasar cuatro años para que una canción de Triumph se colocara en las listas canadienses y dicha canción fue precisamente «Somebody's Out There».  Este tema se ubicó en la posición 84.º del listado de los cien sencillos más populares, según la revista RPM Magazine el 11 y 18 de octubre de 1986.
En los Estados Unidos, «Somebody's Out There» tuvo mayor éxito que en Canadá, ya que alcanzó el 27.º lugar y el puesto 9.º en el Billboard Hot 100 y el Mainstream Rock Tracks respectivamente, en 1986.

## Diferentes ediciones del sencillo
Al mismo tiempo del lanzamiento comercial de «Somebody's Out There», se publicaron otras ediciones según el país donde fue lanzado este sencillo. En Canadá, una versión promocional de siete pulgadas y doce pulgadas salieron al público. La primera —también publicada en EE. UU.— enlista la canción principal en ambas caras del vinilo,  mientras que la segunda versión contiene en el lado contrario el que sería el próximo sencillo del grupo y de The Sport of Kings: «Tears in the Rain».  En el Reino Unido, salió a la venta un sencillo en el cual aparecían otras canciones de la banda que anteriormente se habían publicado como sencillos.

## Lista de canciones
Todas las canciones fueron compuestas por Rik Emmett, Gil Moore y Mike Levine.

### Versión de siete pulgadas
| Lado A |                        |               |          |  |
| N.º    | Título                 | Voz principal | Duración |  |
| 1.     | «Somebody's Out There» | Rik Emmett    | 3:49     |  |

| Lado B |                       |               |          |  |
| N.º    | Título                | Voz principal | Duración |  |
| 2.     | «What Rules My Heart» | Gil Moore     | 3:52     |  |
| 7:41   |                       |               |          |  |

### Versión promocional de siete pulgadas (Canadá y Estados Unidos)
| Lado A |                        |               |          |  |
| N.º    | Título                 | Voz principal | Duración |  |
| 1.     | «Somebody's Out There» | Rik Emmett    | 3:49     |  |

| Lado B |                        |               |          |  |
| N.º    | Título                 | Voz principal | Duración |  |
| 2.     | «Somebody's Out There» | Rik Emmett    | 3:49     |  |
| 7:38   |                        |               |          |  |

### Versión canadiense promocional de doce pulgadas
| Lado A |                        |               |          |  |
| N.º    | Título                 | Voz principal | Duración |  |
| 1.     | «Somebody's Out There» | Rik Emmett    | 3:49     |  |

| Lado B |                     |               |          |  |
| N.º    | Título              | Voz principal | Duración |  |
| 2.     | «Tears in the Rain» | Gil Moore     | 3:54     |  |
| 7:43   |                     |               |          |  |

### Versión británica de doce pulgadas
| Lado A |                        |                        |          |  |
| N.º    | Título                 | Voz principal          | Duración |  |
| 1.     | «Somebody's Out There» | Rik Emmett             | 4:04     |  |
| 2.     | «Follow Your Heart»    | Rik Emmett / Gil Moore | 3:37     |  |

| Lado B |                          |               |          |  |
| N.º    | Título                   | Voz principal | Duración |  |
| 3.     | «Magic Power»            | Rik Emmett    | 6:12     |  |
| 4.     | «I Live for the Weekend» | Gil Moore     | 5:18     |  |
| 19:11  |                          |               |          |  |

## Créditos

### Triumph
- Rik Emmett — voz principal, guitarra acústica, guitarra eléctrica y coros
- Gil Moore — voz principal, batería, percusiones y coros.
- Mike Levine — bajo, teclados y coros.

### Personal de producción
- Mike Clint — productor, ingeniero de sonido y mezclador.
- Thom Trumbo — productor ejecutivo

## Posicionamiento en las listas
| Año  | País           | Lista                        | Posición máxima |
| ---- | -------------- | ---------------------------- | --------------- |
| 1986 | Canadá         | RPM Magazine Top 100 Singles | 84.º            |
| 1986 | Estados Unidos | Billboard Hot 100            | 27.º            |
| 1986 | Estados Unidos | Mainstream Rock Tracks       | 9.º             |